# Spinipalpa zwicki
Spinipalpa zwicki är en fjärilsart som beskrevs av Márton Hreblay och Ronkay 1998. Spinipalpa zwicki ingår i släktet Spinipalpa och familjen nattflyn. Inga underarter finns listade i Catalogue of Life.